# آزادی‌خواه (فیلم)
آزادی‌خواه (انگلیسی: The Liberator) فیلمی سینمایی محصول سال ۲۰۱۳ به کارگردانی آلبرت آرولو است. این فیلم که محصول مشترک اسپانیا، ونزوئلا و مکزیک است یک درام تاریخی در خصوص زندگی سیمون بولیوار (فرمانده جنگ های استقلال طلبی آمریکای جنوبی)  با بازی ادگار رامیرز است.